# 英國鐵路801型電力動車組
英國鐵路801型電力動車組是英國鐵路一款營運中的電力動車組。
801型動車組與同時建造的800型列車一樣，是英國運輸部城際特快列車計劃項目之一，同時也屬於日立AT300系列產品。
一如LNER旗下的800型列車，801型也被冠以Azuma的品牌名稱。

## 背景與設計
801型動車組是英國運輸部城際特快列車計劃項目之一，提供予大西部鐵路與倫敦東北鐵路用以淘汰大西部主線和東海岸主線上老舊的城際列車125及城際列車225系列特快列車 。
這項計劃於2013年啓動，原本預定自2015年起在英格蘭東北部的日立製作所紐頓·艾克利夫工場生產，並於2017年起正式投入服務。然而，實際生產最終推遲至2017年。
有別於同時建造的800型列車，801型自設計之初便定位為一款純電力運行的動車組，而每個編組只保留一節車廂内的一組柴油引擎，只於緊急情況下使用。
由於大西部主綫電氣化工程出現延誤，因此在2016年6月，原定提供予大西部鐵路公司的21組9節編組801/0型被改造為柴油-電力雙源動力動車組。因此，這些列車被重新命名為800/3型。至此，801型列車行駛大西部主綫的計劃告吹，從此只於東海岸主綫上運行。 2019年9月16日起，801型列車正式投入東海岸主線提供服務，最初只行走於倫敦至列斯段，後來延伸到蘇格蘭。
然而，大西部鐵路公司也指出，當主綫電氣化工程完工後，公司考慮將混合動力的800型動車組上搭載的油缸及引擎設施拆除，使它們變爲純電動列車，並有機會被重新命名為801型。

## 列車編組
| 型號              | 營運者       | 數量 | 建造年份  | 車廂數目 | 列車編號      |
| ----------------- | ------------ | ---- | --------- | -------- | ------------- |
| 801/1型 「Azuma」 | 倫敦東北鐵路 | 12   | 2017–2020 | 5        | 801101–801112 |
| 801/2型 「Azuma」 | 倫敦東北鐵路 | 30   | 2017–2020 | 9        | 801201–801230 |

### 獲命名的編組
| 編組號碼 | 命名日期      | 名稱                               | 備註                                                                                  | 參考文獻 |
| -------- | ------------- | ---------------------------------- | ------------------------------------------------------------------------------------- | -------- |
| 801204   | 2024年9月22日 | Our Planet                         | 響應鐵路公司對環境保護的承諾。一部分車輛塗裝使用生物環保材料製作，屬英國首例。        | [ 15 ]   |
| 801207   | 2025年1月14日 | Darlington                         | 紀念斯托克頓和達靈頓鐵路客運服務營運200周年。                                         | [ 16 ]   |
| 801224   | 2025年5月19日 | Bradford 2025 - UK City of Culture | 紀念布拉德福德福斯特廣場車站0號月臺正式啓用，以及慶祝布拉德福德市獲選為英國文化之城。 | [ 17 ]   |
| 801225   | 2024年2月13日 | Eleanor                            | 宣傳公司新吉祥物「Eleanor」                                                           | [ 18 ]   |
| 801226   | 2023年6月1日  | Together                           | 同志驕傲塗裝                                                                          | [ 19 ]   |
| 801228   | 2023年5月15日 | Century                            | 紀念倫敦及東北鐵路開業100周年                                                         | [ 20 ]   |

## 參看
同屬日立A-train系列的英國鐵路車輛：
- 英国铁路395型电力动车组
- 英國鐵路800型動車組